# Merostachys ramosissima
Merostachys ramosissima är en gräsart som beskrevs av Tatiana Sendulsky. Merostachys ramosissima ingår i släktet Merostachys och familjen gräs. Inga underarter finns listade i Catalogue of Life.